# Роналду (фильм)
«Рона́лду» (англ. Ronaldo) — британский документальный фильм режиссёра Энтони Вонке, выпущенный в 2015 году. Повествует о жизни и карьере португальского профессионального футболиста Криштиану Роналду. Трейлер к фильму был выпущен 28 сентября 2015 года. Мировая премьера состоялась 9 ноября этого же года.

## Сюжет
Фильм рассказывает о жизни Криштиану Роналду, начиная с его детства и заканчивая 2015 годом. Это происходит посредством серии интервью с самим Роналду, а также с его друзьями и членами семьи. Часть фильма рассказывает о повседневной жизни футболиста. В фильме участвуют его первый сын Криштиану-младший, мать Мария Долореш душ Сантуш Авейру, брат Угу и сёстры Эльма и Катя.

## Производство
За создание фильма про Криштиану Роналду взялись режиссёр Энтони Вонке и исполнительный продюсер Асиф Кападиа, который участвовал в создании таких документальных фильмов как «Сенна» (2010) и «Эми» (2015), рассказывающих о жизни и смерти бразильского гонщика Айртона Сенны и английской певицы Эми Уайнхаус соответственно. В фильме участвуют близкие друзья и семья Роналду, а также бывшие партнёры по команде. Съёмка фильма происходила в том числе и на Мадейре, родном острове Криштиану Роналду, в Лиссабоне, где он начал свою профессиональную карьеру в составе местного клуба «Спортинг», а также в Мадриде, где он проживал, выступая за «Реал Мадрид». Криштиану объявил о производстве фильма в социальной сети Twitter 9 июня 2015 года.